# Carmen Sandiego (serie animata)
Carmen Sandiego è una serie animata statunitense-canadese ideata da Duane Capizzi.
Fa parte della saga di Carmen Sandiego ed è un reboot di Dov'è finita Carmen Sandiego?, terminata nel 1999.

## Trama
Carmen Sandiego viaggia per il mondo sventando i piani malvagi del V.I.L.E., con l'aiuto dei suoi esperti assistenti.

## Episodi
| Stagione          | Episodi           | Pubblicazione originale | Pubblicazione Italia |
| ----------------- | ----------------- | ----------------------- | -------------------- |
| Prima stagione    | 9                 | 2019                    | 2019                 |
| Seconda stagione  | 10                | 2019                    | 2019                 |
| Episodio speciale | Episodio speciale | 2020                    | 2020                 |
| Terza stagione    | 5                 | 2020                    | 2020                 |
| Quarta stagione   | 8                 | 2021                    | 2021                 |

## Personaggi e doppiatori

### Personaggi principali
- Carmen Sandiego, voce originale di Gina Rodriguez, italiana di Lavinia Paladino.
- Player, voce originale di Finn Wolfhard, italiana di Luca De Ambrosis.
- Ivy, voce originale di Abby Trott, italiana di Ludovica Bebi.
- Zack, voce originale di Michael Hawley, italiana di Marco Briglione.
- Shadow-san, voce originale di Paul Nakauchi, italiana di Carlo Petruccetti.

### Personaggi ricorrenti
- Chase Devineaux, voce originale di Rafael Petardi, italiana di Gabriele Sabatini.
- Julia Argent, voce originale di Charlet Chun, italiana di Jessica Bologna.
- Capo, voce originale di Dawnn Lewis, italiana di Alessandra Cassioli
- Professor Gunnar Maelstrom, voce originale di Liam O'Brien, italiana di Teo Bellia (stagioni 1-2) e Alessio Cigliano (stagioni 3-4).
- Coach Brunt, voce originale di Mary Elizabeth McGlynn, italiana di Ilaria Giorgino.
- Dr. Saira Bellum, voce originale di Sharon Muthu, italiana di Gianna Gesualdo.
- Contessa Cleo, voce originale di Toks Olagundoye, italiana di Deborah Ciccorelli.
- Gray/Crackle, voce originale di Michael Goldsmith, italiana di Danny Francucci.
- Sheena/Tigre, voce originale di Kari Wahlgren, italiana di Alessandra Berardi.
- Antonio/El Topo, voce originale di Andrew Pifko, italiana di Federico Talocci.
- Jean Paul/Le Chevre, voce originale di Bernardo De Paula, italiana di Sacha Pilara.
- Cookie Booker, voce originale di Rita Moreno, italiana di Lilli Manzini.
- Dash Haber, voce originale di Troy Baker.
- Paper Star, voce originale di Kimiko Glenn, italiana di Francesca Rinaldi.

## Produzione

### Sviluppo
Il 14 aprile 2017, il sito The Tracking Board svelò di aver appreso la preparazione di un nuovo adattamento animato del franchise Carmen Sandiego con l'attrice Gina Rodriguez, che avrebbe dovuto doppiare il personaggio.
Successivamente il servizio confermò di aver ordinato 20 episodi, previsti per l'inizio del 2019. Il team dello show ha anche rivelato che la serie offrirà uno sguardo più approfondito al passato di Carmen Sandiego, permettendo di comprendere la sua carriera e il motivo per cui viaggia per il mondo.
L'attore Finn Wolfhard, noto per il suo ruolo nella serie Stranger Things, presterà la voce per il personaggio di Player. Questa è la prima volta che il personaggio è incluso direttamente nella storia. Infatti, nel precedente adattamento del franchise, Player era lo spettatore, che offriva uno spaccato delle origini del franchise.

## Distribuzione
La prima stagione del reboot è composta da 9 episodi ed è disponibile su Netflix dal 18 gennaio 2019. La seconda stagione è composta da 10 episodi ed è disponibile dal 1º ottobre 2019, mentre la terza è composta da 5 episodi ed è disponibile dal 3 ottobre 2020. La quarta e ultima stagione è stata infine pubblicata il 15 gennaio 2021. Un episodio speciale interattivo dal titolo Rubare o non rubare? (To Steal or Not to Steal) è stato pubblicato il 10 marzo 2020.

## Accoglienza

### Dopo l'annuncio
L'annuncio ha visto una risposta positiva da parte dei media, che hanno apprezzato il ritorno al passato e un ritorno per il franchise di Carmen Sandiego sul piccolo schermo.
TVShowsOnDVD ha scritto "È fantastico vedere il franchise tornare in televisione". Rolling Stone ha pensato che l'argomento della storia originaria della serie TV offra quella che era una volta "l'età d'oro delle trappole tematiche preferite della televisione", commentando "i bambini degli anni '90 si rallegrano". ScreenRant ha osservato che "coloro che conservano ancora bei ricordi della proprietà" sarebbero incuriositi da quale tipo di forma prenderà la nuova serie; aggiungendo che ha una "eredità leggendaria" da vivere e che probabilmente trarrà ispirazione dalla serie precedente. Dark Horizons ha espresso tristezza per il fatto che lo spettacolo fosse a due anni di distanza. Gizmodo pensava che la nuova serie avrebbe "portato la miscela di educazione tipica del personaggio a un nuovo pubblico". Pedestrian pensava che la tendenza verso serie come questa fosse un segnale che i produttori miravano a "intrappolare le persone in un vortice di nostalgia verso il basso". Fortune ha suggerito che il nuovo spettacolo offriva a Netflix "un enorme potenziale di merchandising" e che l'azienda potesse seguire le orme della Disney creando un braccio di merchandising per sostenere i suoi spettacoli. NerdHQ ha notato che la nuova serie ha offerto l'opportunità di rianimare il franchise "una volta dormiente" e "morente".

### Dopo l'uscita della serie
La serie è stata accolta molto positivamente dalla critica. Sull'aggregatore di recensioni Rotten Tomatoes ha un indice di gradimento del 100% con un voto medio di 7,6 su 10, basato su 8 recensioni.
Steve Greene di IndieWire nota che "Lo spettacolo è più ricco per non creare una semplice resa dei conti di cervelli contro muscoli". Dave Trumbore di Collider scrive: "Si tratta di un aggiornamento intelligente e contemporaneo del personaggio classico, che la porta da un‘elegante ladra a una fantasiosa figura di Robin Hood, sostenuta da una ricca interpretazione di Gina Rodriguez che rende questa nuova Carmen istantaneamente simpatica e riconoscibile". Kristen Lopez di IGN Movies scrive: "I bambini che desiderano un po' di azione e avventura dovrebbero goderne un po', ma sarà difficile attirare chiunque invecchi".